# 北上大橋
北上大橋（きたかみおおはし）は、岩手県一関市にある北上川に架かる橋。薄衣バイパス（国道284号）が通る。平成15年度土木学会田中賞受賞。現在の橋は旧橋から2003年に架け替えられたものであるが、本項では特記がない限り現在の橋について述べる。

## 概要
右岸の旧一関市と左岸の旧川崎村に掛けてられている。1938年（昭和13年）に架けられた旧橋（ブレースドリブタイドアーチ橋、支間100 m）の老朽化及び5メートルという狭い幅員の解消に伴い、その下流150 mに建設が計画され、1997年（平成9年）に着工。工法は短期間施工や経済性に優れた「仮桟橋からの自走クレーンによる片持架設工法」が用いられた。2003年（平成15年）4月22日開通。支間長208 mは3径間連続バランスドタイドアーチ橋として国内最長である。

## 諸元
- 形式 - 3径間連続バランスドタイドアーチ橋
- 橋長 - 482 m
- 最大支間長 - 208 m

## 事業担当企業・自治体
- 事業主体 - 岩手県
- 設計 - 新日本技研
- 施工 - 川田工業・高田機工JV、三菱重工業・サクラダJV、JFEエンジニアリング・東京鉄骨橋梁JV